# Inundațiile din Europa (2016)
La sfârșitul lunii mai și începutul lunii iunie 2016, după zile de ploi torențiale în Europa Centrală, inundații au afectat zeci de localități din Austria, Belgia, Franța, Germania, Republica Moldova și România.

## Franța

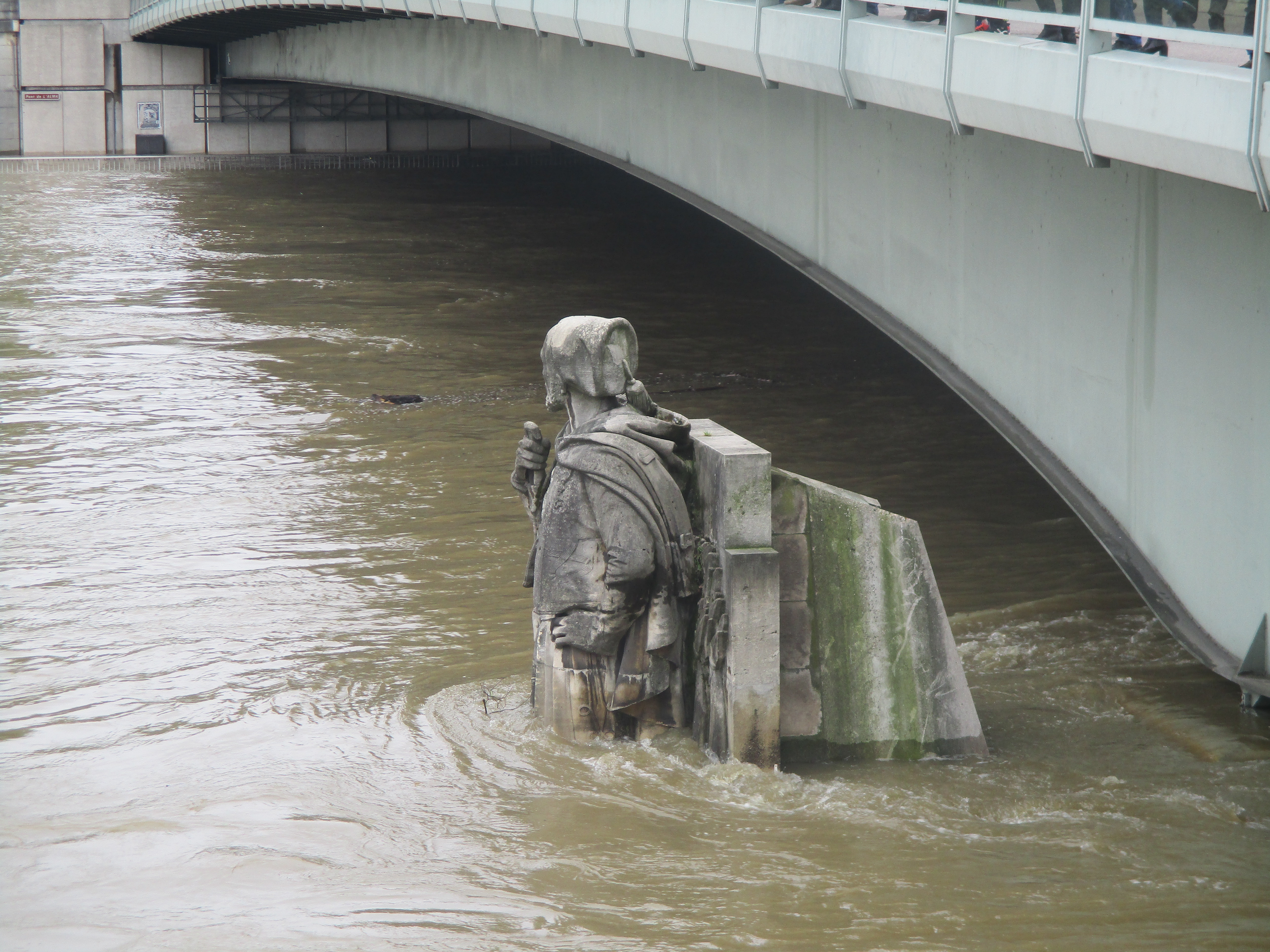
Apele Senei au ajuns până la brâul statuii lui Zouave de pe Pont de l'Alma. În timpul inundațiilor din 1910, acestea au ajuns până la umerii statuii.

Președintele François Hollande a declarat stare de catastrofă naturală în câteva localități din centrul Franței.
Premierul Manuel Valls a vizitat orașul Nemours, inundat de un afluent al Senei. 10.000 de oameni au rămas fără curent electric și 3.000 au fost evacuați din centrul orașului. De la începutul intemperiilor, 20.000 de oameni au fost evacuați și duși la adăpost de către serviciile de salvare.
La Paris a fost înregistrată o cantitate record de precipitații, cea mai însemnată din 1873 încoace. Apele Senei, care au crescut cu șase metri peste nivelul normal (cel mai înalt nivel din ultimii 35 de ani), s-au infiltrat în rețeaua de transport subteran, autoritățile fiind nevoite să închidă o linie de metrou. Meciurile turneului de tenis de la Roland Garros au fost date peste cap, iar muzeele Luvru și d'Orsay au fost închise pentru ca angajații să poată evacua operele de artă, amenințate de nivelul ridicat al apelor Senei.
Castelul Chambord din Valea Loarei a fost închis, iar exponatele evacuate, după ce râul din vecinătate a ieșit din matcă și a rupt malurile.
O femeie de 86 de ani a fost găsită moartă în casa ei din Souppes-sur-Loing în Franța centrală, regiune în care unele localități au fost lovite de cele mai grave inundații din ultimii 100 de ani. Un bărbat călare pe un cal a murit după ce a fost înghițit de apele învolburate în Évry-Grégy-sur-Yerre, la sud-est de Paris.

## Germania

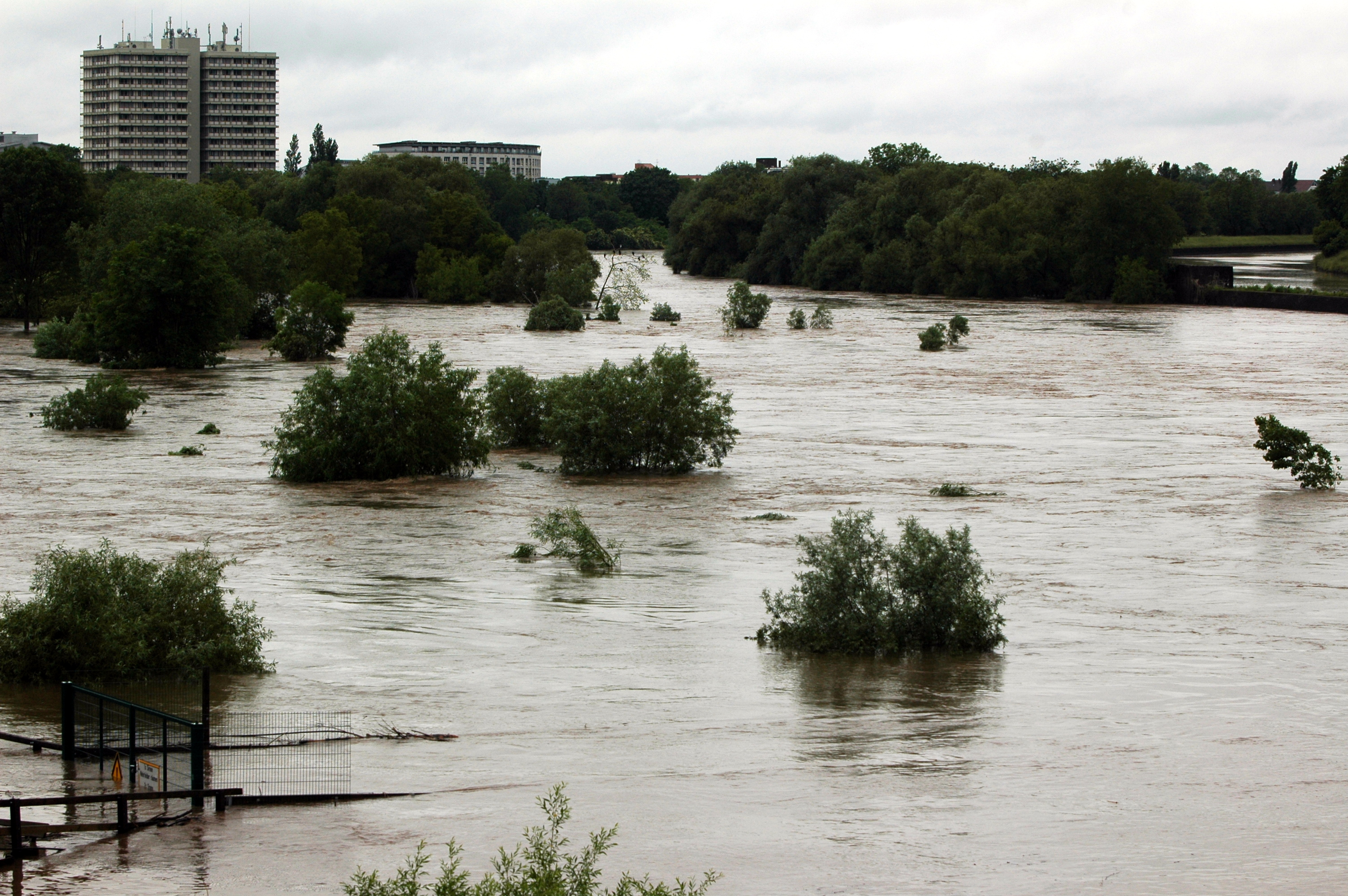
Apele râului Neckar au inundat suburbiile orașului Heidelberg.

În sudul Germaniei, apele râurilor din Bavaria au ieșit din matcă și au devastat zeci de orașe. Șase persoane au fost ucise în și în vecinătatea Simbach am Inn, printre care trei femei din aceeași familie care au fost găsite moarte de salvatori în casa lor. Alte patru persoane au fost ucise în Baden-Württemberg. Potrivit Asociației Germane de Asigurări, inundațiile au cauzat pagube de 450 de milioane de euro doar în Baden-Württemberg.
În districtul Rottal-Inn, inundațiile au distrus 500 de case și au blocat traficul pe Bundesstraße 20. În Passau a fost decretată starea de urgență, după ce viitura a afectat între 400 și 500 de locuințe.

### Reacții
Cancelarul german Angela Merkel și-a exprimat condoleanțele rudelor victimelor, în timp ce Ministrul de Interne bavarez Joachim Herrmann a anunțat ajutor financiar pentru cei afectați.

## Belgia
Belgia s-a confruntat, de asemenea, cu ploi torențiale și inundații în mai multe regiuni, inclusiv în jurul orașelor Anvers, Limburg și Liège. Un apicultor din Nassogne a murit în timp ce încerca să-și protejeze stupii de apele învolburate.

## Republica Moldova
Pe 1 iunie, ploile torențiale au cauzat inundații masive în Republica Moldova. Zeci de străzi și subsoluri ale blocurilor au fost inundate la Chișinău, inclusiv strada Albișoara, acolo unde apa a depășit un metru și jumătate din cauza sistemului de canalizare care nu a mai făcut față. In satul Iargara din raionul Leova, 200 de case au fost inundate. Apa a pătruns în curțile și grădinile a zeci de locuințe și în Logănești din raionul Hîncești.
Pe 2 iunie, în condiții de ceață și ploaie, un elicopter SMURD tip EC 135, care se deplasa de la Iași la Vulcănești, s-a prăbușit într-o pădure din vecinătatea localității Haragîș, raionul Cantemir. Toți cei patru oameni aflați la bord au murit pe loc. În zonă era cod galben de ploi. Președintele Nicolae Timofti a declarat ziua de 3 iunie zi de doliu național în Republica Moldova, în memoria echipajului elicopterului SMURD.

## România
În perioada 2–3 iunie, hidrologii au instituit cod roșu de inundații pe râurile din bazinele hidrografice: Râul Negru (județele Harghita și Covasna), afluenții din bazinul superior și mijlociu al Bistriței (județele Suceava, Harghita și Neamț), Trotuș (județele Harghita, Neamț și Bacău), Putna (județul Vrancea).
Inundațiile au afectat șapte județe ale țării, majoritatea în nord-est. Aici, viiturile au inundat sute de case, peste 200 de persoane fiind evacuate de pompieri din casele lor. Cursurile au fost suspendate la două școli din regiune. Peste 4.500 de pompieri, jandarmi și polițiști au intervenit în cursul nopții de 2 spre 3 iunie în localitățile afectate.
În Vrancea au fost afectate de inundații 175 de gospodării și 50 de case din 11 localități. Zece trenuri au fost anulate din cauza închiderii circulației între Adjud și Pufești, în urma inundațiilor provocate de ploile abundente. Un bărbat de 70 de ani din comuna vrânceană Ruginești a murit, după ce, căzut de pe bicicletă, a fost luat de apele unui canal colector umflate de o viitură. Un alt bărbat și-a pierdut viața în Helegiu, județul Bacău.
În județul Harghita, cea mai afectată comună a fost Ciumani, unde peste 500 de pivnițe, 200 de anexe gospodărești, 565 de grădini și curți și 950 de hectare de terenuri arabile au fost inundate. De asemenea, traficul feroviar pe ruta Miercurea Ciuc–Comănești, între Ghimeș și Lunca de Mijloc, a fost blocat din cauza aluviunilor aduse de pe versanți de ploile torențiale.
O tornadă cu lățimea de 60 de metri a devastat localitatea Niculițel din județul Tulcea. În doar cinci minute, 12 case, farmacia, școala și zeci de anexe gospodărești au fost distruse de furtuna violentă.

## Victime
| Regiune afectată  | Victime      | Ref.   |
| ----------------- | ------------ | ------ |
| Belgia            | 1            | [ 30 ] |
| Franța            | 2            | [ 3 ]  |
| Germania          | 10           | [ 5 ]  |
| Republica Moldova | 4 (indirect) | [ 31 ] |
| România           | 2            |        |